# Architettura mesoamericana
L'architettura mesoamericana è l'insieme delle tradizioni architettoniche prodotte dalle culture e dalle civiltà precolombiane della Mesoamerica, tradizioni che sono meglio conosciute sotto forma di edifici e strutture monumentali pubbliche, cerimoniali e urbane. Le caratteristiche distintive dell'architettura mesoamericana abbracciano numerosi stili regionali e storici diversi, che sono tuttavia significativamente interconnessi. Questi stili si svilupparono attraverso tutte le diverse fasi della storia mesoamericana come risultato dell'intenso scambio culturale tra le diverse componenti dell'area culturale mesoamericana lungo migliaia di anni. L'architettura mesoamericana è nota soprattutto per le sue piramidi che sono le più grandi strutture di questo tipo (al di fuori dell'Antico Egitto e dell'Impero Chola).
Un tema interessante e ampiamente indagato è la relazione tra la cosmovisione, la religione, la geografia e l'architettura in Mesoamerica. Molto sembra suggerire che molti tratti dell'architettura mesoamericana erano governati da idee religiose e mitologiche. Ad esempio, la disposizione della maggior parte delle città mesoamericane sembra essere influenzata dai punti cardinali e dai loro significati mitologici e simbolici nella cultura mesoamericana.
Un'altra parte dell'architettura mesoamericana è la sua iconografia. L'architettura monumentale della Mesoamerica era decorata con immagini di significato religioso e culturale, e in molti casi anche con scritte in alcuni dei sistemi di scrittura mesoamericani. Le decorazioni iconografiche e i testi sugli edifici forniscono importanti contributi all'attuale conoscenza complessiva della società, della storia e della religione mesoamericana precolombiana.

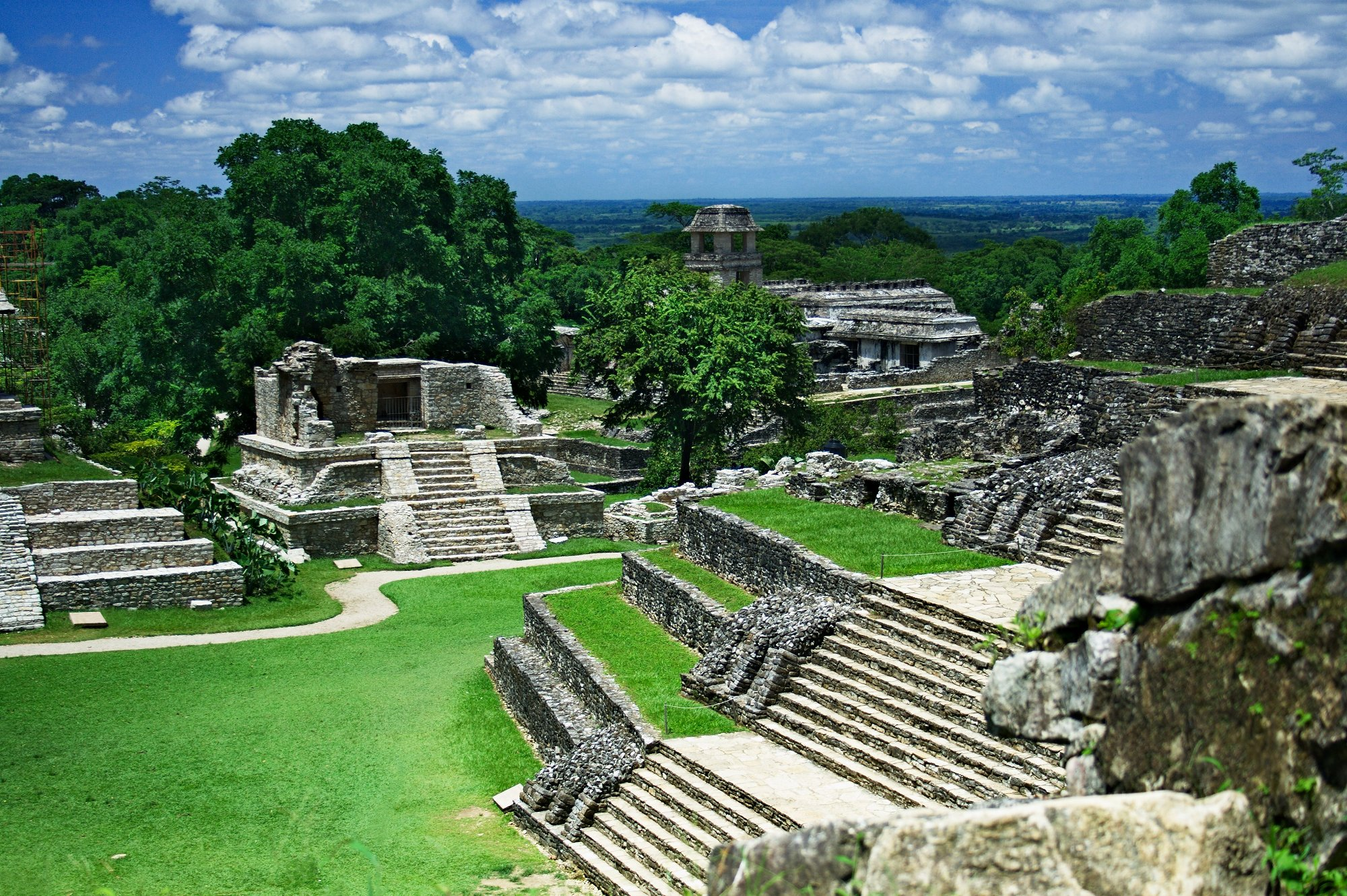
Panoramica della piazza centrale della città maya di Palenque (Chiapas, Messico), un esempio di architettura mesoamericana del Periodo classico.

## Cronologia

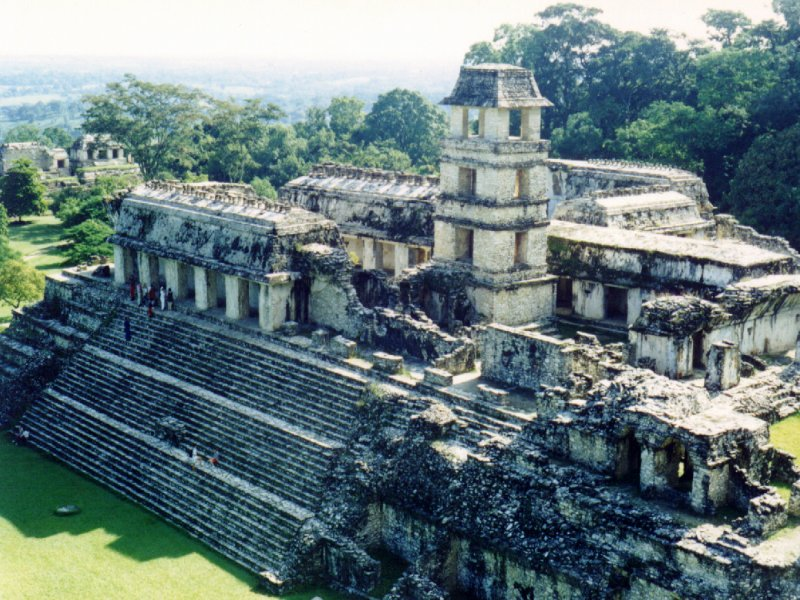
Palazzo principale di Palenque.

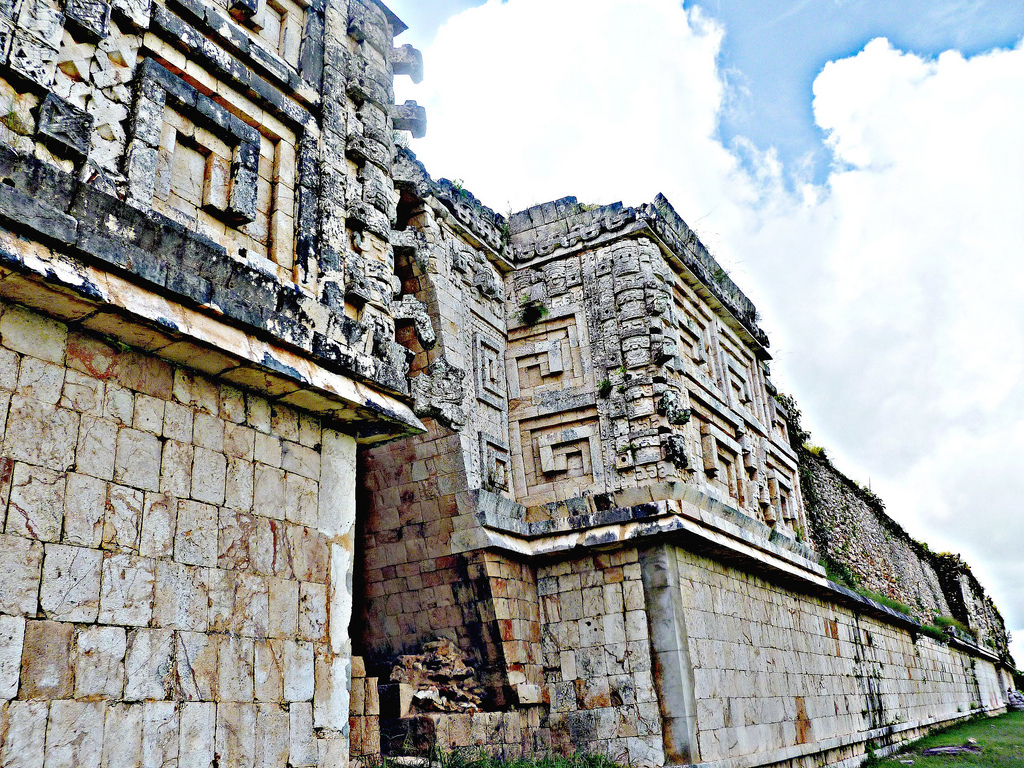
Veduta posteriore e dettagli del Palace del Governatore, Uxmal.

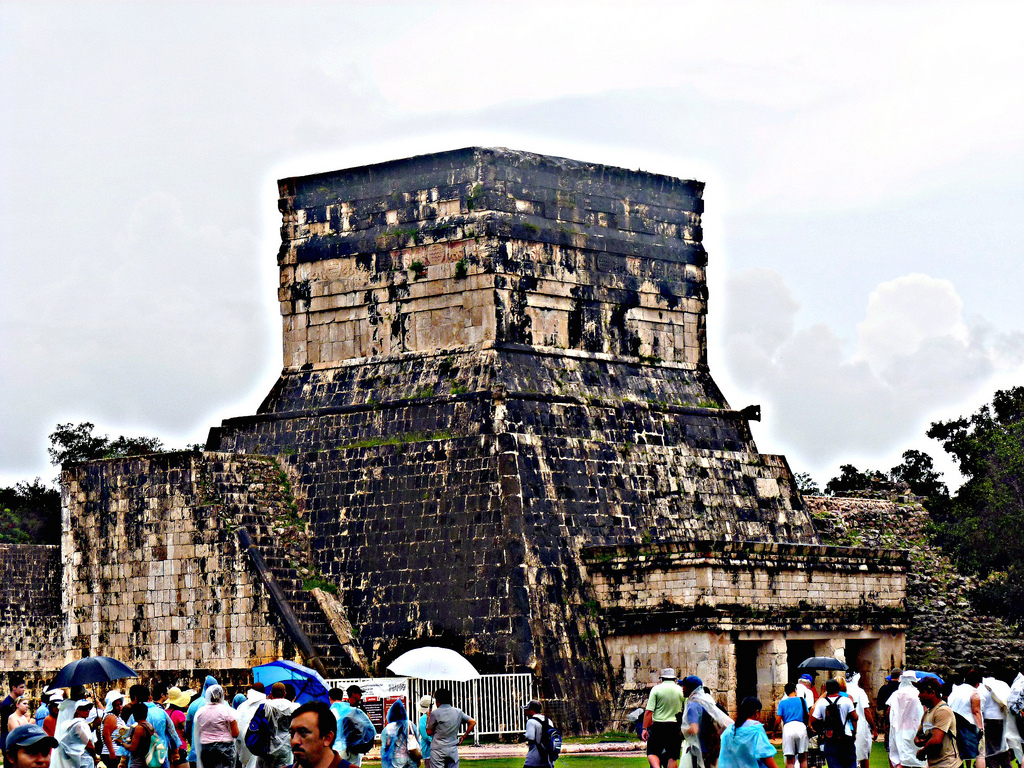
Chichen Itza, Grande campo per il gioco della palla,Tempio dei Giaguari.

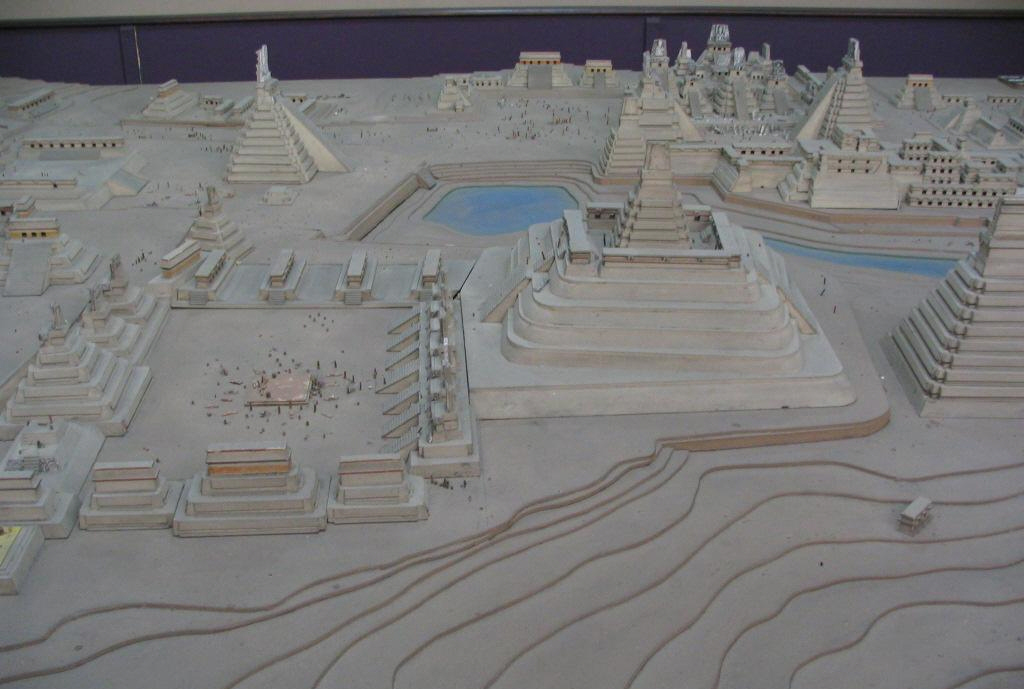
Modello di ricostruzione di Tikal.

La tabella seguente mostra le diverse fasi dell'architettura e dell'archeologia mesoamericane e le collega alle culture, alle città, agli stili e agli edifici specifici che sono caratteristici per ciascun periodo.
| Periodo                 | Intervallo temporale | Culture, città, strutture e stili importanti |
| ----------------------- | -------------------- | --- |
| Preclassico (Formativo) | 2000–100 a.C.        | Culture della Costa del Golfo, Olmechi, Cultura di Monte Alto |
| Preclassico Iniziale    | 2000–1000 a.C.       | Centri olmechi San Lorenzo Tenochtitlán, Chalcatzingo, San José Mogote, Stele 12 di La Mojarra                                                                              |
| Preclassico Medio       | 1000–400 a.C.        | Tardi Olmechi e Primi Maya, Izapa, La Venta, Tres Zapotes, Ceramica di Usulután, Nakbé, Lamanai, Caverna di Naj Tunich a Xunantunich, El Mirador, Kaminaljuyú               |
| Preclassico Tardo       | 400 a.C. – 200 d.C.  | Maya, Teoticahuan e Zapotechi, periodi formativi della Tradizione di Teuchitlan, Teotihuacan, Uaxactún, Tikal, Edzná, Monte Albán I & II, Piramide del Sole, Guachimontones |
| Classico                | 200–900 d.C.         | Centri maya classici, Teotihuacan, Zapotechi, Tradizione di Teuchitlan |
| Classico iniziale       | 200–600 d.C.         | Apogeo teotihuacano, Monte Albán III, Palenque, Copán, Cultura classica di Veracruz, Talud-tablero, Scale geroglifiche di Copán, Tomba di Pacal il Grande,                  |
| Classico Tardo          | 600–900 d.C.         | Xochicalco, Cacaxtla, Cancuén, Quiriguá, Uxmal, Toniná, Cultura classica di Veracruz, Stile di Puuc, Stile di Río Bec, Cobá, Architrave 24 di Yaxchilan                     |
| Postclassico            | 900–1519 d.C.        | Itza dei Maya, Chichén Itzá, Mayapan, Tayasal e Topoxté dei Kowoj, Toltechi, Purépecha, Mixtechi, Totonachi                                                                 |
| Postclassico iniziale   | 900–1200 d.C.        | Cholula, Tula, Mitla, El Tajín, Tulum, Kaminaljuyú |
| Postclassico Tardo      | 1200–1519 d.C.       | Aztechi, Tenochtitlán, Templo Mayor, Tzintzuntzan, Utatlán dei Quiché, Iximche dei Kakchikel e Zaculeu dei Mam, Maya, Utatlán, Cempoala                                     |

## Pianificazione urbana e cosmovisione

### Il cosmo e la sua rioroduzione

#### Simbolismo

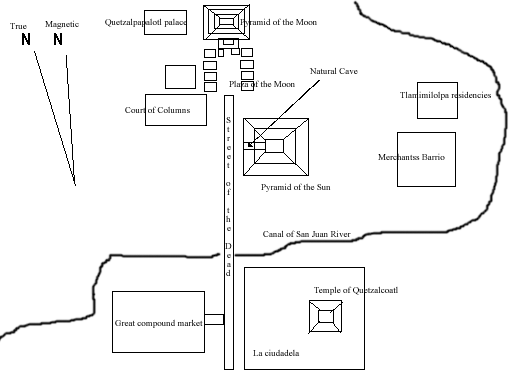
La disposizione della città di Teotihuacan, che mostra che l'intera città è disposta seguendo un asse nord/sud allineato a 15 gradi di differenza, e che è segnato dalla "Strada dei Morti". La Piramide del Sole è al centro, costruita su una caverna naturale. La parte meridionale sono i quartieri residenziali e la parte settentrionale è il centro cerimoniale usato tra le altre cose per i sacrifici umani.

Una parte importante del sistema religioso mesoamericano era riprodurre le proprie credenze in forme tangibili concrete, in effetti rendere il mondo un'incarnazione delle proprie credenze. Questo significava che la città mesoamericana era costruita per essere un microcosmo, manifestando la stessa divisione che esisteva nella geografia religiosa, mitica — una divisione tra l'aldilà e il mondo umano. L'aldilà era rappresentato dalla direzione nord e molte strutture ed edifici legati all'aldilà, come le tombe, si trovano spesso nella metà settentrionale della città. La parte meridionale rappresentava la vita, il sostentamento e la rinascita e spesso conteneva strutture legate alla continuità e alla funzione giornaliera della città stato, come i monumenti che raffiguravano i lignaggi nobili, o i quartieri residenziali, i mercati, ecc. Tra le due metà dell'asse nord/sud era la piazza, che spesso conteneva stele che assomigliavano all'albero del mondo (l'asse del mondo mesoamericano), e un campo per il gioco della palla che serviva come punto di incrocio tra i due mondi.
Alcuni mesoamericanisti sostengono che nel simbolismo religioso dell'architettura monumentale mesoamericana le piramidi erano montagne, le stele erano alberi e i pozzi, i campi per il gioco della palla e i cenoti erano caverne che fornivano accesso all'aldilà.

#### Orientamento
L'architettura mesoamericana è spesso progettata per allinearsi a specifici eventi celesti. Piramidi, templi e altre strutture erano progettate per conseguire speciali effetti di illuminazione negli equinozi e in altri giorni importanti nella cosmovisione mesoamericana. Un esempio famoso è la piramide di "El Castillo" a Chichén Itzá, la cui scalinata cattura la luce così da far sembrare che i serpenti scolpiti disposti lungo i lati si contorcano.
Gran parte dell'architettura mesoamericana è inoltre allineata approssimativamente 15° a est del nord Vincent H. Malmstrom ha sostenuto che questo avviene a causa di un desiderio generale di allineare le piramidi rivolte al crepuscolo il 13 agosto 2013, che era la data di inizio del calendario maya di lungo computo.

### La piazza
Nel cuore della città mesoamericana vi erano grandi piazze circondate dai più importanti edifici governativi e religiosi, come l'acropoli reale, i grandi templi delle piramidi e occasionalmente i campi per il gioco della palla.

### Le piramidi principali
Spesso i più importanti templi religiosi poggiavano in cima alle piramidi torreggianti, presumibilmente in quanto era il posto più vicino al cielo. Benché le recenti scoperte puntino verso l'uso estensivo delle piramidi come tombe, i templi stessi sembrano raramente, se non mai,  contenere sepolture. Posti in cima alle piramidi, alcuni a oltre sessanta metri, come quello a El Mirador, i templi erano essi stessi strutture impressionanti e decorate. Comunemente sormontati da un tetto a pettine, o un grandioso muro superficiale, questi templi potrebbero essere serviti come un tipo di propaganda.

### Il campo di pallone

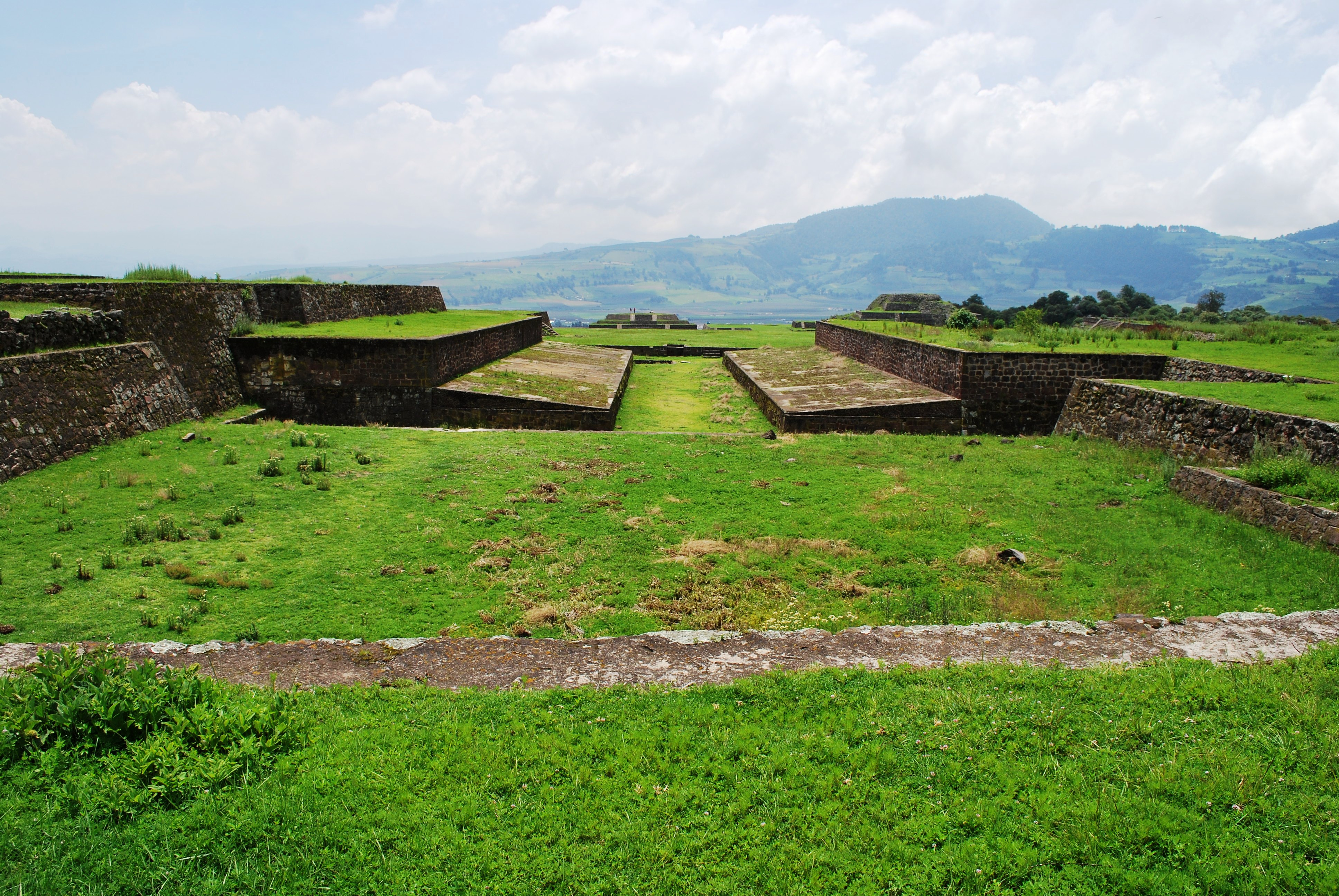
Campo di pallone a Teotenango.

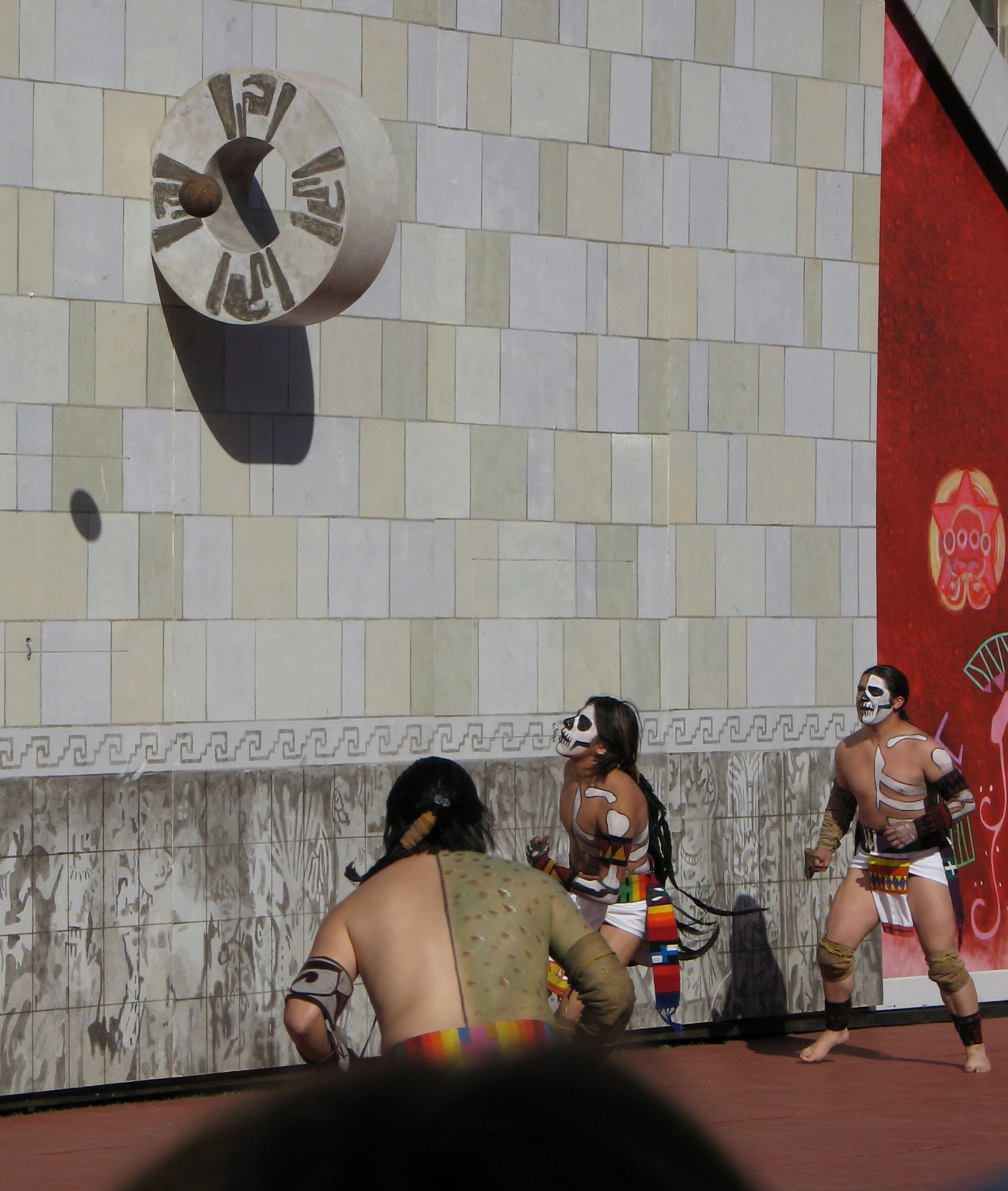
Riproduzione di un campo di pallone mesoamericano.

Diagramma con la disposizione di un tipico campo di pallone mesoamericano.

Il rituale del gioco della palla mesoamericana era un viaggio simbolico tra l'aldilà e il mondo dei viventi, e molti campi di pallone si trovano nella parte intermedia della città fungendo da collegamento tra la metà settentrionale e meridionale della città stessa. Tutti i campi per il gioco della palla tranne quelli più antichi campi sono strutture in muratura. Sono stati identificati oltre 1.300 campi di pallone, e sebbene vi sia una enorme variazione di dimensioni, essi hanno tutti la stessa forma generale: un lungo e stretto viale fiancheggiato da due muri con facce orizzontali, inclinate e talvolta verticale. Le facce verticali posteriori, come quelle di Chichen Itza ed El Tajín, sono spesso coperte di una complessa iconografia e di scene di sacrifici umano (vedi foto qui).
Sebbene i viali nei primi campi di pallone fossero a fondo aperto, i campi di pallone posteriori avevano le zone di fondo recintate, dando alla struttura una forma a  quando si vede dall'alto. Il viale di gioco potevano essere al livello del terreno, oppure il campo da gioco poteva essere "affondato".
I campi per il gioco della palla erano imprese ingegneristiche non da poco. Una delle pietre di arenaria sul campo di pallone sud di El Tajín è lunga 11 m e pesa più di 10 tonnellate.

### Quartieri e palazzi residenziali

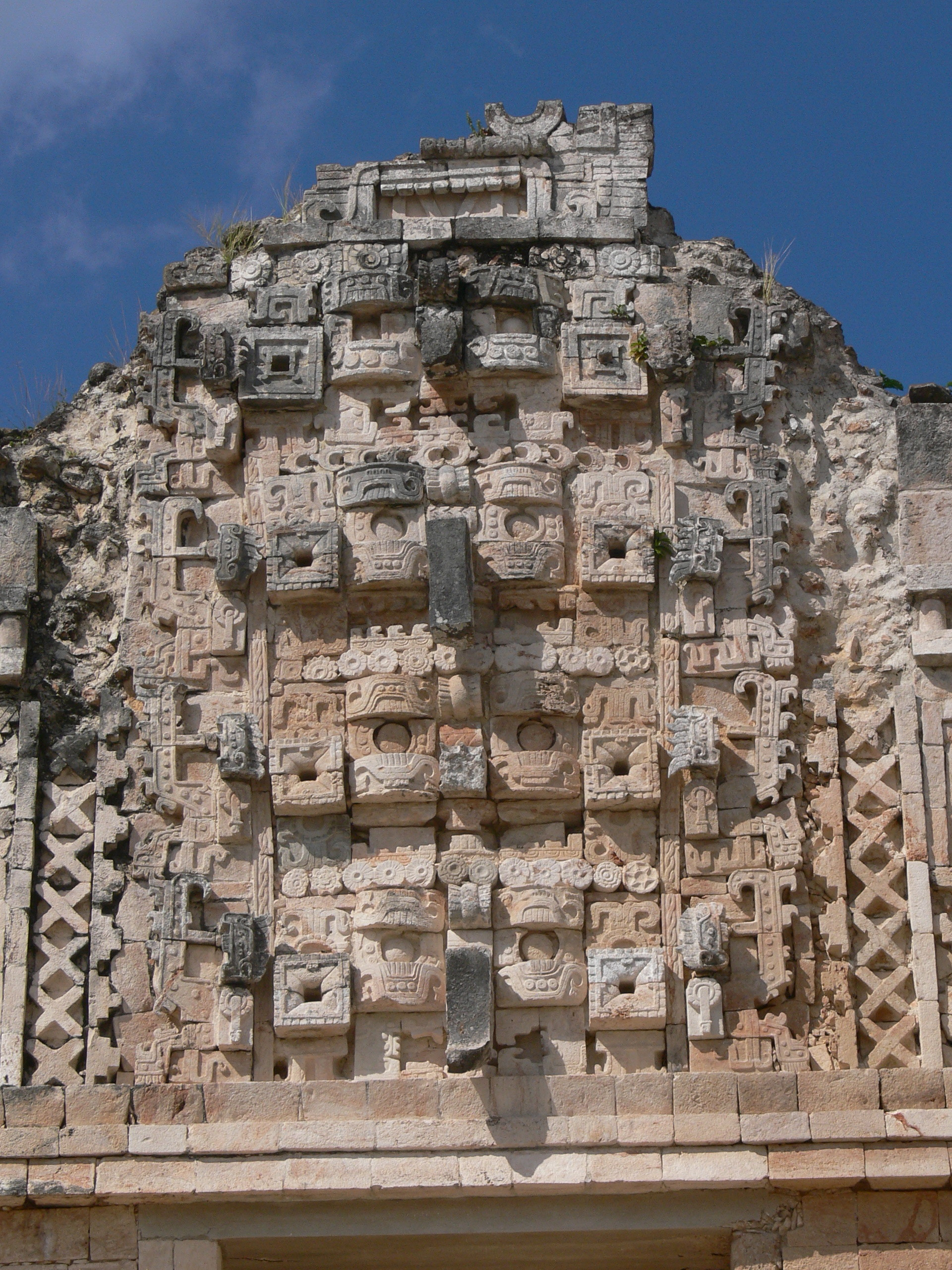
Intagli nel calcare sul palazzo in rovina di Uxmal.

Grandi e spesso riccamente decorati, i palazzi di solito erano situati vicino al centro di una città e ospitavano l'élite della popolazione. Qualsiasi palazzo reale eccessivamente grande, o che consiste di molte camere su livelli diversi potrebbe essere designato come un'acropoli. Tuttavia, spesso questi edifici erano a un solo piano e consistevano di molte piccole camere e tipicamente di almeno un cortile interno; sembra che tali strutture tengano conto della funzionalità necessaria per una residenza, nonché la decorazione richiesta per la statura dei loro abitanti. Gli archeologi sembrano concordare sul fatto che molti palazzi siano la sede di varie tombe. A Copán, sotto oltre quattrocento anni di rimodellamento successivo, è stata scoperta una tomba per uno degli antichi sovrani e sembra che l'Acropoli Nord di Tikal sia stata il sito di numerose sepolture durante i periodi Preclassico terminale e Classico iniziale.

### Materiali da costruzione

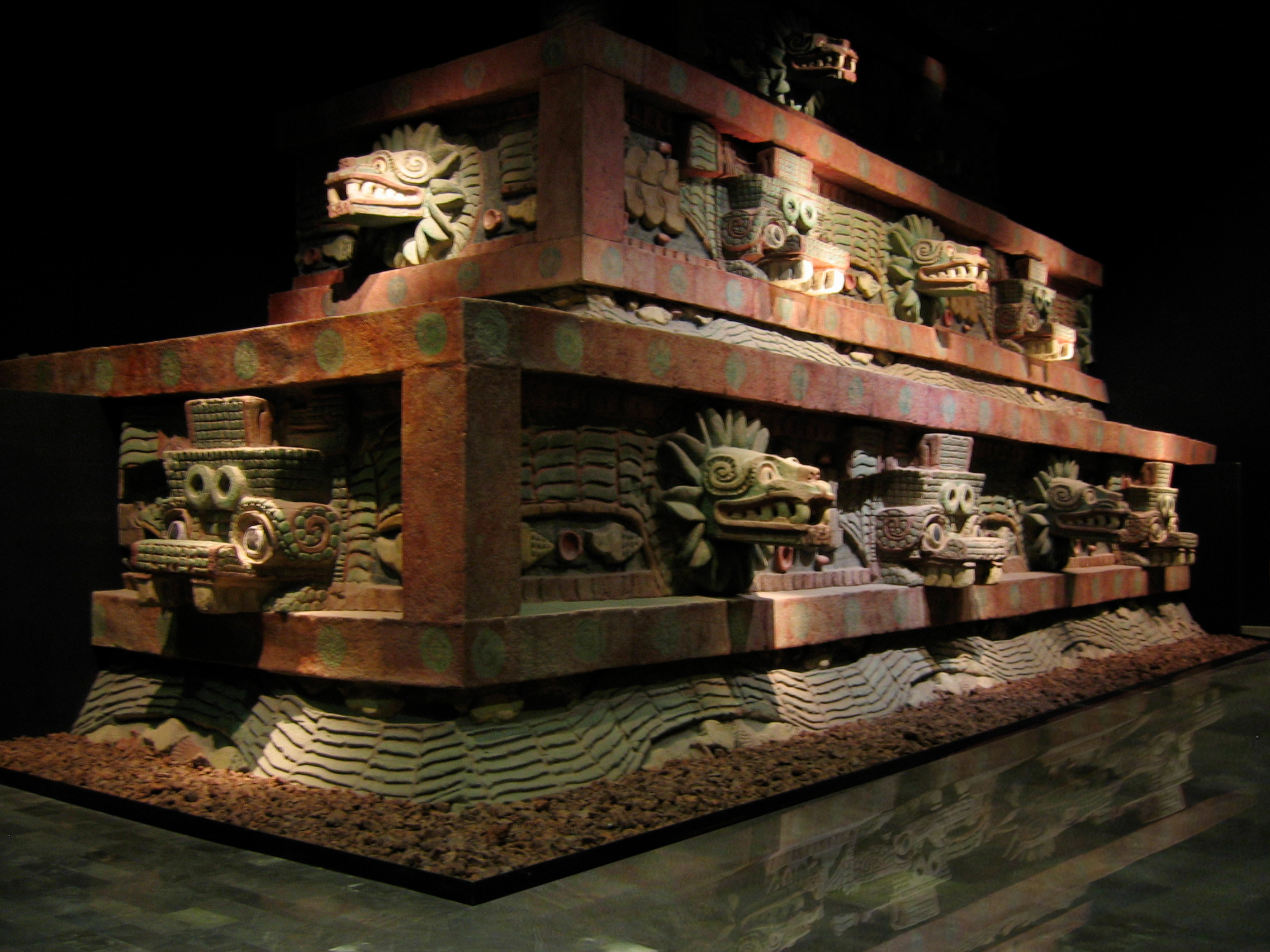
Architettura in stile teotihuacano che mostra l'ornamentazione decorativa fatta di ossidiana e conchiglia inserita in una superficie di tufo (localmente chiamato cantera) dipinto posta su un interno di tezontle (una roccia vulcanica locale).

L'aspetto più sorprendente delle grandi strutture mesoamericane è la loro mancanza di molte tecnologie avanzate che sembrerebbero essere necessarie per tali costruzioni. Mancando di utensili metallici, l'architettura richiedeva una cosa in abbondanza: forza lavoro. Tuttavia, a parte questo enorme fabbisogno, sembra che i materiali rimanenti siano stati prontamente disponibili. Essi utilizzavano molto spesso il calcare, che rimaneva abbastanza duttile da essere lavorato con utensili di pietra mentre veniva estratto, e si induriva solo una volta rimosso dal suo letto. In aggiunta all'uso strutturale del calcare, gran parte della loro malta consisteva di calcare frantumato, bruciato e mescolato che imitava le proprietà del cemento ed era usata ampiamente tanto per la finitura degli stucchi quanto per la malta. Tuttavia, i successivi miglioramenti nelle tecniche di estrazione ridussero la necessità di questo calcare-stucco in quanto le loro pietre cominciarono a inserirsi perfettamente, ma esso rimase un elemento cruciale in alcuni tetti con pilastri e architrave.
Un comune materiale da costruzione nel Messico centrale era il tezontle (una roccia leggera, vulcanica). Era comune per palazzi e strutture monumentali essere fatti di questa pietra grezza e poi coperti di stucco o di un rivestimento esterno di tufo. Ornamenti architettonici molto grandi ed elaborati erano fabbricati con uno stucco molto resistente (kalk), specialmente nella regione maya, dope si usava anche un tipo di cemento o di calcestruzzo calcareo idraulico. Nel caso delle abitazioni comuni, si usavano telai di legno, adobe e paglia per costruire case su fondazioni di pietra. Tuttavia, sono stati scoperti anche esempi di quelle che sembrano essere comuni case di calcare. Gli edifici erano tipicamente completati con alti tetti di tegole o di paglia, sebbene si usassero raramente anche tetti di pietra con queste fogge alte e inclinate.

## Stili

### Megalitico

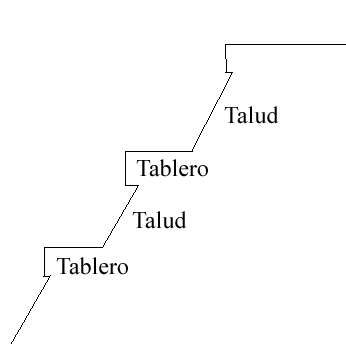
Lo stile talud-tablero usato nelle piramidi mesoamericane e un'importante caratteristica stilistica dell'architettura teotihuacana.

Una tecnica di costruzione architettonica che impiega grandi blocchi di calcare posati a secco (ca. 1 m x 50 cm x 30 cm) coperti con uno spesso strato di stucco. Questo stile era comune nei bassipiani maya settentrionali dal Preclassico fino alle prime fasi del Classico Iniziale.

### Talud-tablero
Le piramidi in Mesoamerica era caratterizzate da piattaforme e molte usavano uno stile chiamato talud-tablero, che divenne comune per la prima volta a Teotihuacán. Questo stile consiste in una struttura a piattaforma, o tablero, in cima a un talud inclinato. Molte diverse varianti dello stile talud-tablero sorsero in tutta la Mesoamerica, sviluppandosi e manifestandosi diversamente tra le varie culture.

### Stili maya del Periodo Classico
Palenque, Tikal, Copan, Tonina, l'arco di volta a cesto.

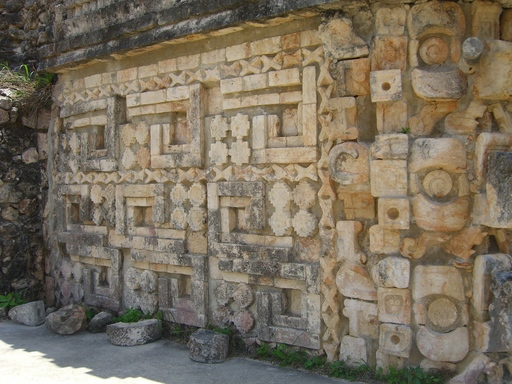
Motivo geometrico nello stile di Puuc su un muro del grande tempio di Uxmal.

### Stile "tolteco"
Chichén Itzá, Tula Hidalgo, chacmool, figure atlantiche, motivi di Quetzalcoatl.

### Puuc
Così chiamato dalle colline di Puuc nelle quali questo stile si sviluppò e fiorì durante l'ultima porzione del Classico Tardo e per tutto il Classico Terminale nei bassipiani maya settentrionali, L'architettura di Puuc consiste di pietre di rivestimento esterni applicate a un nucleo di cemento. Erano costruite tipicamente due facciate, separate da un colmo di pietra. La facciata inferiore liscia è formata da pietre tagliate piatte e punteggiata di porte. La partizione superiore è riccamente decorata di motivi geometrici ed elementi iconografici ripetuti, specialmente le caratteristiche maschere Chaac con il naso ricurvo. Anche le colonnette intagliate sono comuni.

## Tecnologia

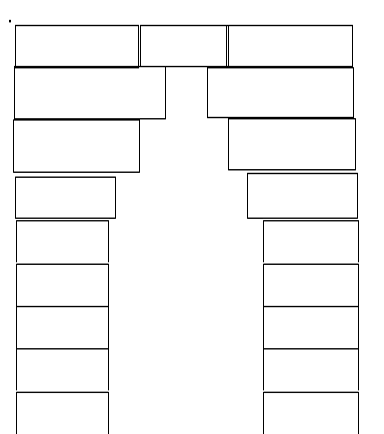
Il principio dell'arco "falso" o a mensola è costruirlo senza una chiave di volta, ma solo con strati sovrapposti di blocchi.

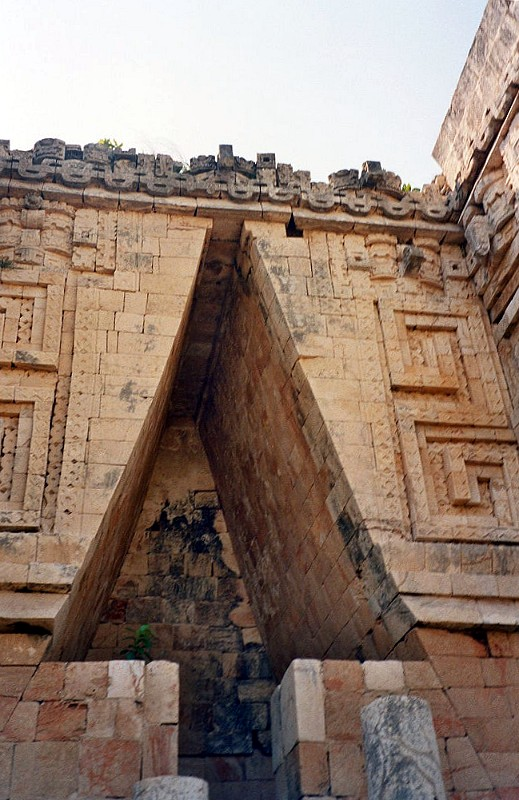
Un esempio di arco a mensola dal sito maya di Uxmal (Yucatán).

### Arco a mensola
Le culture mesoamericane non inventarono mai la chiave di volta, e così non furono in grado di costruire veri archi, ma invece tutta la loro architettura fece uso dell'arco "falso" o a mensola. Questi archi sono privi di centratura e possono essere costruiti senza sostegno,  fornendo regolarmente di mensole i corsi orizzontali dei muri di mattoni. Questo tipo di arco sostiene molto meno peso di un arco vero.
Tuttavia, il recente lavoro dell'ingegnere James O'Kon suggerisce che l'"arco" mesoamericano tecnicamente non sia affatto un arco a mensola, ma un sistema con capriate trapezoidali. Inoltre, diversamente da un arco a mensola, esso non poggia su strati sovrapposti di blocchi, ma su cemento gettato sul posto, spesso sostenuto da travi di legno a spinta. L'analisi al computer rivela che questo è strutturalmente superiore a un arco curvo.

## Siti patrimoni dell'umanità dell'UNESCO
Numerosi importanti siti archeologici rappresentativi dell'architettura mesoamericana sono stati classificati dall'UNESCO come "patrimoni dell'umanità".
El Salvador
- Sito maya di Joya de Cerén

Honduras
- Sito maya di Copán

Guatemala
- Parco nazionale di Tikal
- Parco archeologico e rovine di Quiriguá

Messico
- Città preispanica e Parco nazionale di Palenque
- Città preispanica di Uxmal
- Città preispanica di Teotihuacán
- Centro storico di Oaxaca e sito archeologico di Monte Albán
- Città preispanica di Chichén Itzá
- Zona dei monumenti archeologici di Xochicalco, Morelos
- El Tajín, città preispanica di Veracruz
- Antica città maya di Calakmul, Campeche